# Малый Дёб
Малый Дёб — река в России, протекает в Сысольском и Прилузском районах Республики Коми. Устье реки находится в 20 км по левому берегу реки Дёб. Длина реки составляет 28 км.
Исток реки в урочище Ильк среди холмов Северных Увалов в 16 км к юго-западу от деревни Слобода. Исток находится на водоразделе рек Юг и Вычегда, рядом находятся верховья Большой Визинги. Генеральное направление течения — юго-запад в верховьях, запад — в среднем и нижнем течении. Верхнее течение проходит по Сысольскому району, среднее и нижнее — по Прилузскому. Всё течение проходит по ненаселённому холмистому таёжному массиву. Притоки — Дель, Кыршор (оба — правые). Впадает в Дёб в 12 км к северо-востоку от села Спаспоруб.

## Данные водного реестра
По данным государственного водного реестра России и геоинформационной системы водохозяйственного районирования территории РФ, подготовленной Федеральным агентством водных ресурсов:
- Бассейновый округ — Двинско-Печорский
- Речной бассейн — Северная Двина
- Речной подбассейн — Малая Северная Двина
- Водохозяйственный участок — Юг
- Код водного объекта — 03020100212103000012525